# Bony (Aisne)
Bony település Franciaországban, Aisne megyében. Lakosainak száma 139 fő (2022. január 1.). Bony Bellicourt, Le Catelet, Gouy, Hargicourt, Lempire, Vendhuile és Ronssoy községekkel határos. A település közelében súlyos harcok folytak az első világháborúban. A közelében található a Somme amerikai katonai temető és a Bellicourt amerikai katonai emlékmű.

## Népesség
A település népességének változása:
| Lakosok száma | 110  | 125  | 101  | 120  | 136  | 134  | 137  | 138  | 138  | 139  |
|               | 1968 | 1982 | 1990 | 2006 | 2013 | 2015 | 2017 | 2019 | 2020 | 2022 |